# Logitech Unifying

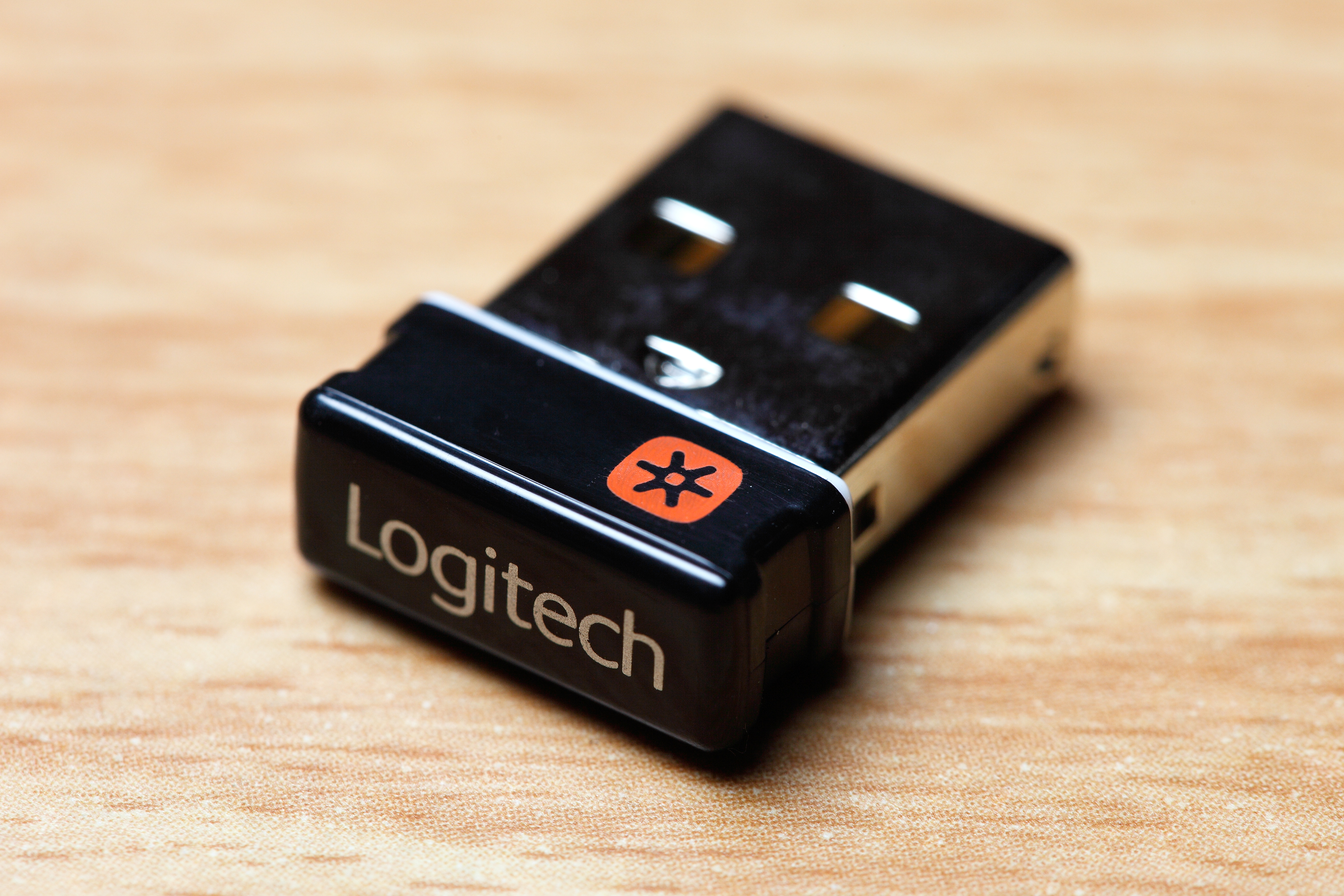
Logitech Unifying dongle

El Logitech Unifying és un receptor USB miniatura sense fil dedicat que permet connectar fins a 6 dispositius (com ratolins i teclats, els auriculars no són compatibles). Els dispositius han de ser fabricats per Logitech i de disseny compatible, per poder enllaçar-los al receptor. El receptor utilitza la banda de comunicació de 2.4 GHz d'una manera molt similar al Bluetooth, però amb un protocol propietari.
Cal descarregar de la web de Logitech, el programari d'Unifying que permet emparellar dispositius d'entrada amb cada un dels receptors Unifying seguint les instruccions en pantalla, i cop fet, connectar-los als diferents ordinadors on es volem utilitzar (p.e., amb un desktop i un ordinador portàtil). Els dispositius d'entrada es poden portar d'un ordinador a l'altre, però només funcionen amb el darrer receptor emparellat i s'han de vincular de nou, cada vegada, amb el receptor amb el que s'utilitzen, és a dir.. al canviar de receptor s'han de tornar a emparellar.
Els receptors Unifying se subministren juntament amb els dispositius d'entrada de Logitech, o també estan disponibles per separat. En aquest cas és imprescindible descarregar el programari Unifying per poder afegir-emparellar amb facilitat els dispositius que es desitja emprar amb un receptor determinat.
Hi ha una restricció en alguns dispositius Unifying que els limita a un màxim de quaranta-cinc parelles receptores úniques. Una vegada establerta la quaranta-cinquena parella, ja no és possible connectar aquest dispositiu a un altre receptor. Els usuaris que canvien sovint un dispositiu entre múltiples desktops o portàtils cada un amb el seu receptor Unifying, poden arribar a aquest límit d'emparellaments.
El programari del controlador de Logitech està disponible per a Windows i Mac OS X. Els dispositius sense fils amb el receptor Unifying estan suportats des del Linux 3.2. El programari per administrar dispositius Unifying en Linux està disponible per part de desenvolupadors de terceres parts, per exemple, Solaar Arxivat 2017-01-24 a Wayback Machine..